# Яневичі
Яневичі (біл. вёска Яневічы) — село в складі Мядельського району Мінської області, Білорусь. Село підпорядковане Сирмезькій сільській раді, розташоване в північній частині області.